# مایکل هچر
مایکل هچر (به انگلیسی: Michael Hatcher) (زاده ۱۹۴۰) یک باستان‌شناس و جوینده گنج‌های دریایی اهل انگلستان است.
در سال ۱۹۹۹ هچر کشتی غرق شده گلدرمالسن و محموله ظروف چینی آن را کشف نمود.